# Naëla
Nataly Rivera nổi tiếng hơn với nghệ danh Naëla (sinh ngày 17 tháng 7 năm 1990, Bogotá, Colombia), là một ca sĩ, tác giả và nhạc sĩ người Colombia. Cô xuất hiện lần đầu tiên trong chương trình biểu diễn mà nhóm nhạc México Camila đã làm ở Bogotá vào năm 2010. Theo đó, cô phát hành đĩa đơn đầu tay có tên No Quiero Estar Sin Ti thuộc album đầu tay Naëla. Năm 2011, cô phát hành hai đĩa đơn mới của cô, Esta Noche Mando Yo và Muero Por Amarte.

## Tiểu sử
Naela sinh ngày 17 tháng 7 năm 1990 tại thành phố Bogotá. Khi còn là một đứa trẻ, cô phát hiện ra niềm đam mê âm nhạc, dành thời gian rảnh để sáng tác các bài hát của riêng mình, đăng ký tham gia trong tất cả các sự kiện âm nhạc, cô thu thập thông tin, giành nhiều giải thưởng trong các cuộc thi và chương trình học giả. Âm nhạc và phong cách của cô là một phần của thể loại nhạc pop rock, qua đó tính cách của cô được phản ánh là người duy nhất. Cô cũng có một người anh trai, Mauricio Rivera, một ca sĩ.
Cô lớn lên dưới ảnh hưởng của các nghệ sĩ Latino như Gloria Estefan và Olga Tañón đã giúp cô phát triển tài năng của mình với vai trò là một ca sĩ và nhạc sĩ. Các nghệ sĩ khác mà cô ngưỡng mộ đã giúp cô khám phá khả năng của chính mình, danh sách các nghệ sĩ này là: Pink, Goo Goo Dolls, Guns và Roses, Celine Dion, Mariah Carey, Christina Aguilera, Miguel Mateos, Soda Stereo và những người khác.